# Cinta Rodríguez
Cinta Rodríguez (Huelva, España, 7 de noviembre de 1999) es una futbolista española. Juega de Defensa central y su equipo actual es el Costa Adeje Tenerife de la Primera División de España. Es campeona europea sub-19.

## Trayectoria

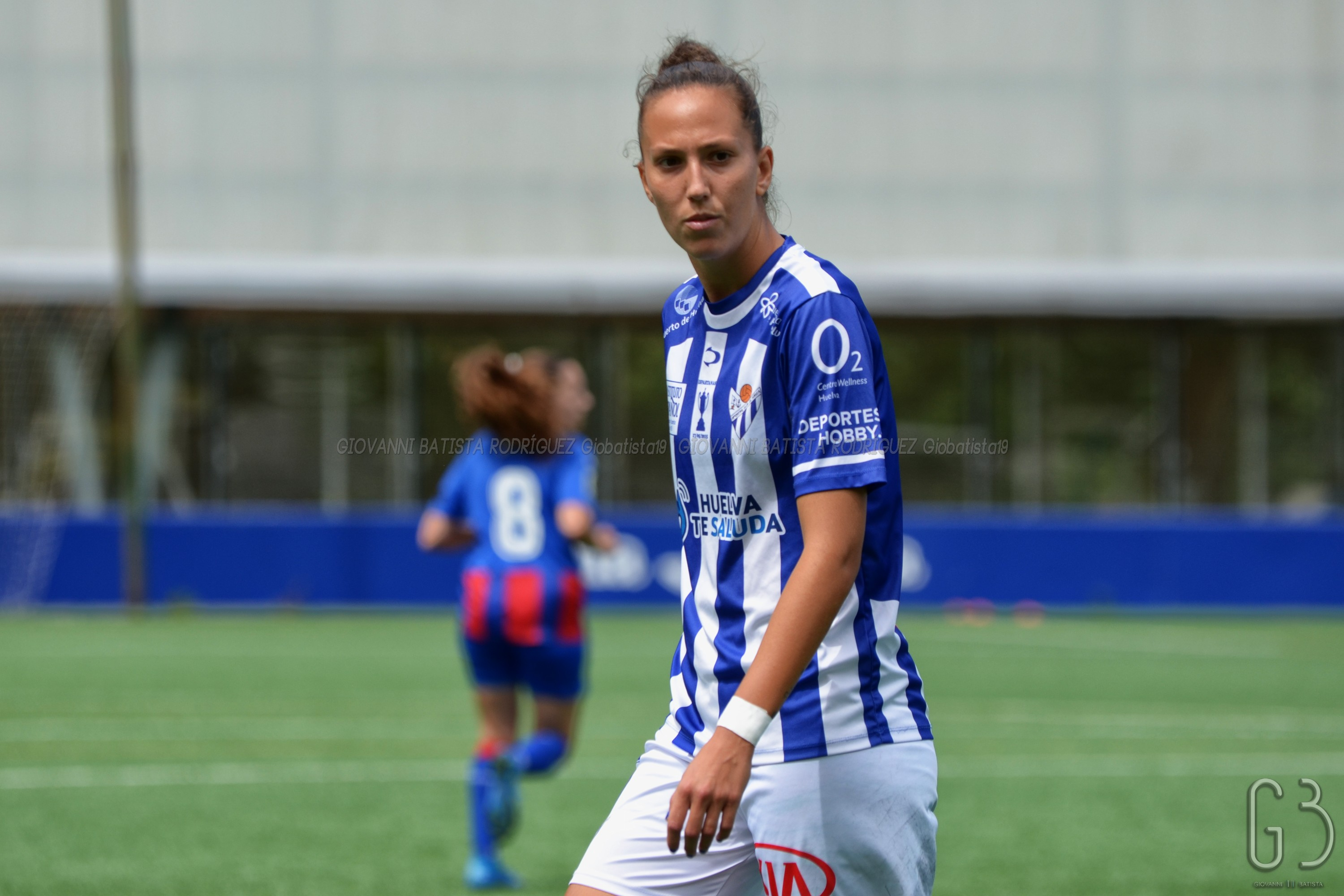
Cinta Rodríguez en el Sporting de Huelva en junio de 2021

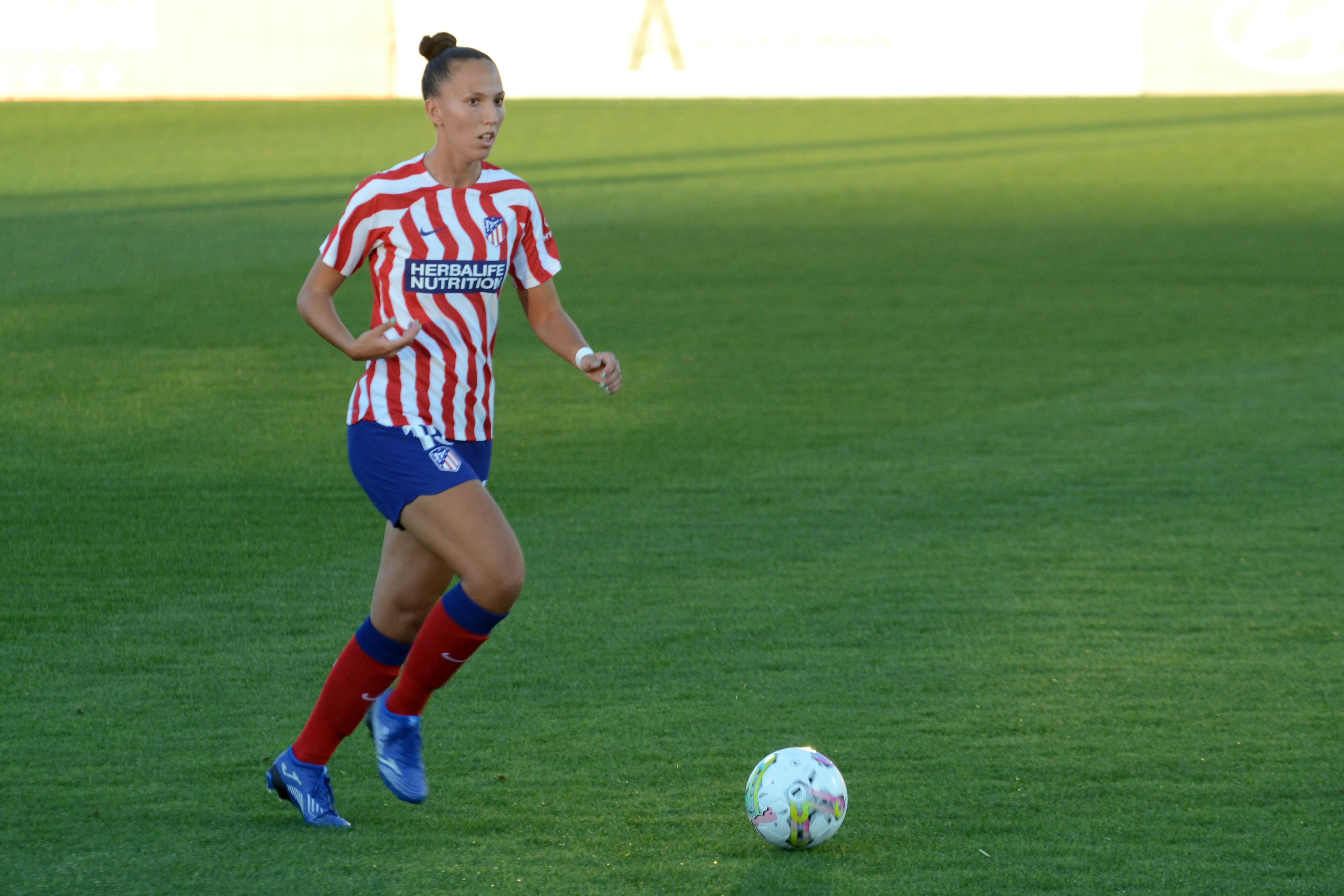
Cinta Rodríguez en el Atlético de Madrid en agosto de 2022

Cinta empezó jugando en el Sporting de Huelva. Tras disputar la temporada 2015-16 en el equipo filial, su primera convocatoria con el primer equipo fue el 3 de abril de 2016. Debutó en Primera División el 24 de abril de 2016 con victoria por 3-1 sobre el Rayo Vallecano, sustituyendo a Elena Pavel. Pasó a formar parte del primer equipo a partir de la temporada 2016-17. En su primera temporada en la élite se asentó en el once titular, disputando 28 de los 30 partidos de liga, y fueron décimas en la clasificación. Sus buenas actuaciones le valieron para ser convocada por primera vez con la selección española sub-19. Esa temporada pudo jugar por primera vez en el Estadio Nuevo Colombino. Considerada la jugadora revelación del equipo, ese año renovó su contrato por dos temporadas.
Tras proclamarse campeona de Europa en 2017, en la temporada 2017-18 disputó 29 partidos y concluyeron la temporada en undécima posición. Esa temporada, además de su habitual gran rendimiento defensivo, dio al menos una asistencia. El siguiente año volvió a jugar 29 encuentros y evitaron el descenso de categoría en la última jornada. En la Copa de la Reina cayeron en la primera ronda en la tanda de penaltis.
La temporada 2019-20 estuvo a punto de marcar su primer gol en la primera jornada, pero el palo lo impidió. la liga concluyó anticipadamente con motivo de la pandemia por Covid, jugó 21 partidos, y estuvieron peleando por no descender, aunque finalmente se decidió que no hubiera ningún descenso. Volvieron a caer en la primera ronda de la Copa de la Reina. No obstante sus buenas actuaciones le merecieron ser nominada a los premios Fútbol Draft, pasando el primer corte y siendo incluida entre las favoritas del público.
El siguiente año tuvo varias ofertas de otros equipos, pero decidió quedarse en el club de su ciudad, y se rumoreó con su posible convocatoria con la selección absoluta. Ese verano fue nombrada segunda capitana. Ese mejoró el desempeño del equipo y fueron décimas. Cinta sufrió una fractura de nariz, pero también marcó su primer gol profesional al marcar el segundo gol en la victoria por 3-0 ante el Deportivo de La Coruña, en el partido que selló su permanencia en la categoría. Al finalizar la temporada fue nominada a mejor defensa de la liga.
En su última temporada en el conjunto onubense repitieron el décimo puesto y lograron alcanzar la final de la Copa de la Reina de 2022, en la que perdieron ante el F. C. Barcelona. Al finalizar la temporada anunció que dejaría el equipo, y su equipo y el ayuntamiento de Huelva organizaron conjuntamente un homenaje de despedida.
El 1 de julio de 2022 se anunció su fichaje por el Atlético de Madrid, que la definió como «defensa central, destacando por su contundencia, su juego aéreo y su anticipación. Cinta Rodríguez posee un buen trato de balón, lo que le convierte en una zaguera con la capacidad de comenzar a construir el juego desde atrás.» Debutó siendo titular el 17 de septiembre de 2022 en el primer partido de liga ante el Sevilla F.C. con victoria por 1-3. El equipo no fue regular durante la temporada y cambió de técnico, acabando en cuarta posición en liga. En la Copa de la Reina se clasificaron de forma sólida para la final, en la que se enfrentaron al Real Madrid en el Estadio de Butarque de Leganés. El equipo ganó el trofeo en la tanda de penaltis tras remontar un 2-0 adverso en el tiempo de descuento.
Marcó su primer gol con el Atlético de Madrid el 21 de octubre de 2023, precisamente ante su exequipo. Fue jugadora de rotación alternando partidos como titular y como suplente. En el mes de enero cayeron eliminadas en la semifinal de la Supercopa y en el mes de febrero tuvieron varios duelos directos en liga en los que no se obtuvieron buenos resultados y se distanciaron de los puestos de cabeza. Tras la eliminación de Copa en semifinales y un mal resultado liguero Manolo Cano fue destituido y lo sustituyó el entrenador del segundo filial Arturo Ruiz. Encadenaron varias victorias consecutivas y finalmente lograron el objetivo de clasificarse para la Liga de Campeones tras ser terceras en liga.
En julio de 2024 rescindió su contrato con el Atlético de Madrid y fichó por el Costa Adeje Tenerife.

## Selección nacional
Ha jugado dos partidos con la selección sub-19, con la que ha ganado el Campeonato Europeo en 2017. Debutó el 26 de mayo de 2017 con victoria por 3-1 contra Rusia en la Ronda Élite. En julio de ese mismo año fue incluida en la convocatoria para disputarla fase final del campeonato. Trase ver desde el banquillo como España ganaba el primer partido ante Irlanda del Norte y perdía el segundo encuentro ante Alemania, disputó unos minutos en la victoria por 1-0 ente Escocia tras sustituir a Patri Guijarro. Luego España ganó la semifinal ante Países Bajos y la final ante Francia, sin que Cinta Rodríguez participase en ninguno de los dos encuentros.

## Estadísticas

### Clubes
Actualizado al último partido jugado el 9 de junio de 2024.
| Club                        | Div.             | Temporada     | Liga  | Liga  | Liga   | Copas nacionales | Copas nacionales | Copas nacionales | Copas internacionales | Copas internacionales | Copas internacionales | Total | Total | Total  | Media goleadora |
| Club                        | Div.             | Temporada     | Part. | Goles | Asist. | Part.            | Goles            | Asist.           | Part.                 | Goles                 | Asist.                | Part. | Goles | Asist. | Media goleadora |
| --------------------------- | ---------------- | ------------- | ----- | ----- | ------ | ---------------- | ---------------- | ---------------- | --------------------- | --------------------- | --------------------- | ----- | ----- | ------ | --------------- |
| Sporting de Huelva · España |                  |               |       |       |        |                  |                  |                  |                       |                       |                       |       |       |        |                 |
| 1ª D.                       | 2015-16          | 5             | 0     |       | 1      | 0                | 0                | -                | -                     | -                     | 6                     | 0     |       | -      |                 |
| 1ª D.                       | 2016-17          | 28            | 0     |       | -      | -                | -                | -                | -                     | -                     | 28                    | 0     |       | -      |                 |
| 1ª D.                       | 2017-18          | 29            | 0     | 1+    | -      | -                | -                | -                | -                     | -                     | 29                    | 0     | 1+    | -      |                 |
| 1ª D.                       | 2018-19          | 29            | 0     | 1     | 1      | 0                | 0                | -                | -                     | -                     | 30                    | 0     | 1     | -      |                 |
| 1ª D.                       | 2019-20          | 21            | 0     | 0     | 1      | 0                | 0                | -                | -                     | -                     | 22                    | 0     | 0     | -      |                 |
| 1ª D.                       | 2020-21          | 29            | 1     | 0     | -      | -                | -                | -                | -                     | -                     | 29                    | 1     | 0     | 0.03   |                 |
| 1ª D.                       | 2021-22          | 28            | 0     | 1     | 5      | 0                | 1                | -                | -                     | -                     | 33                    | 0     | 2     | -      |                 |
| Total Sp. Huelva            | Total Sp. Huelva | 169           | 1     | 2+    | 8      | 0                | 1                |                  |                       |                       | 177                   | 1     | 4+    | 0.01   |                 |
| Atlético de Madrid · España | 1.ª              | 2022-23       | 22    | 0     | 0      | 1                | 0                | 0                | -                     | -                     | -                     | 23    | 0     | 0      | -               |
| Atlético de Madrid · España | 1.ª              | 2023-24       | 20    | 1     | 0      | 5                | 0                | 0                |                       |                       |                       | 25    | 1     | 0      | 0.04            |
| Atlético de Madrid · España | Total club       | Total club    | 42    | 1     | 0      | 6                | 0                | 0                |                       |                       |                       | 48    | 1     | 0      | 0.02            |
| Total carrera               | Total carrera    | Total carrera | 211   | 2     | 2+     | 14               | 0                | 1                |                       |                       |                       | 225   | 2     | 4+     | 0.01            |
| 1. 2. 3.                    |                  |               |       |       |        |                  |                  |                  |                       |                       |                       |       |       |        |                 |

### Selección
Actualizado al último partido jugado el 14 de agosto de 2017.
| Selecciones | Año   | Continental(4) | Continental(4) | Continental(4) | Mundial | Mundial | Mundial | Amistosos (5) | Amistosos (5) | Amistosos (5) | Total | Total | Total  | Media goleadora |
| Selecciones | Año   | Part.          | Goles          | Asist.         | Part.   | Goles   | Asist.  | Part.         | Goles         | Asist.        | Part. | Goles | Asist. | Media goleadora |
| --- | ----- | -------------- | -------------- | -------------- | ------- | ------- | ------- | ------------- | ------------- | ------------- | ----- | ----- | ------ | --------------- |
| Sub-19 | 2017  | 2              | 0              | 0              |         |         |         |               |               |               | 2     | 0     | 0      | 0               |
| Sub-19 | Total | 2              | 0              | 0              |         |         |         |               |               |               | 2     | 0     | 0      | 0               |
| (4) Se incluyen Campeonatos Europeos y sus fases de Clasificación. (5) Sólo se incluyen partidos contra selecciones nacionales. |       |                |                |                |         |         |         |               |               |               |       |       |        |                 |

#### Participaciones en Eurocopas
| Competición         | Categoría | Sede              | Resultado | Partidos | Goles |
| ------------------- | --------- | ----------------- | --------- | -------- | ----- |
| Europeo Sub-19 2017 | Sub-19    | Irlanda del Norte | Campeona  | 1        | 0     |
| Total               | –         | –                 | –         | 1        | 0     |

## Palmarés

### Títulos internacionales
| Título                    | Club               | País              | Año  |
| ------------------------- | ------------------ | ----------------- | ---- |
| Campeonato Europeo sub-19 | Selección Española | Irlanda del Norte | 2017 |

(*) Incluyendo la selección

### Campeonatos nacionales
| Título           | Club               | País   | Año     |
| ---------------- | ------------------ | ------ | ------- |
| Copa de la Reina | Atlético de Madrid | España | 2022-23 |

### Distinciones individuales
| Distinción                                          | Año     |
| --------------------------------------------------- | ------- |
| Campeona de España sub-17 con la selección andaluza |         |
| Finalista Fútbol Draft                              | 2020    |
| Nominación a Mejor Defensa de la Liga española      | 2020-21 |